# يواموشي بيدال
يواموشي بيدال (باليابانية: 弱虫ペダル، بالروماجي: Yowamushi Pedaru) هي سلسلة مانغا يابانية من تأليف ورسم واتارو واتانابي، نشرت من قبل أكيتا شوتين في مجلة شامبيون شونن الأسبوعية، منذ 21 فبراير عام 2008. أنتجت المانغا إلى مسلسل أنمي تلفزيوني من قبل استوديو طوكيو موفي شينشا، عرض الأنمي في 7 أكتوبر عام 2013 واستمر عرضه حتى 1 يوليو عام 2014، وتكون من 38 حلقة. عرض الموسم الثاني للأنمي في 6 أكتوبر عام 2014 واستمر عرضه حتى 30 مارس عام 2015، وتكون من 24 حلقة. عرض الموسم الثالث للأنمي في 10 يناير عام 2017 واستمر عرضه حتى 26 يونيو عام 2017، وتكون من 25 حلقة. عرض الموسم الرابع للأنمي في 8 يناير عام 2018 واستمر عرضه حتى 25 يونيو عام 2018، وتكون من 25 حلقة.

## القصة
تدور أحداث القصة عن ساكاميتشي أونودا هو أوتاكو دخل للتو إلى المدرسة الثانوية، في المدرسة المتوسط لم يحصل على أي اصدقاء، بسبب تكلمه عن اهتماماته. في المدرسة الثانوية يأمل الإنضمام إلى نادي الأنمي، لكن تخيب آماله عند يكتشف أن النادي قد أغلق بسبب قلة أعضائه. ساكاميتشي منذ أن كان طفلاً كان يحب ركوب دراجته الهوائية، ذات يوم كان ساكاميتشي يركب دراجته الهوائية في المدينة في طرقيه إلى مدجر الأوتاكو، يقابل طالب في مدرسته يدعى ناروكو يريد أن يشتري مجسمات غامدم لإخوته الصغار، يلتقي ساكاميتشي الذي لفت انتباهه بسبب مهارته في ركوب الدراجة، فيحاول إقناعه بالإنضمام إلى نادي سباق الدراجات في مدرستهما الثانوية.

## الشخصيات

### مدرسة ساهوكو الثانوية
ساكاميتشي أونودا (باليابانية: 小野田 坂道، بالروماجي: Onoda Sakamichi)
أداء صوتي: دايكي ياماشيتا
شونسوكي إيمايزومي (باليابانية: 今泉 俊輔، بالروماجي: Imaizumi Shunsuke)
أداء صوتي: كوسكي توريومي
شوكيتشي ناروكو (باليابانية: 鳴子 章吉، بالروماجي: Naruko Shōkichi)
أداء صوتي: جون فكشيما
شينغو كينجي (باليابانية: 金城 真護، بالروماجي: Kinjō Shingo)
أداء صوتي: هيروكي ياسوموتو
يوسوكي ماكيشيما (باليابانية: 巻島 裕介، بالروماجي: Makishima Yūsuke)
أداء صوتي: شوتارو موريكوبو
جين تادوكورو (باليابانية: 田所 迅، بالروماجي: Tadokoro Jin)
أداء صوتي: كينتارو إيتو
جونتا تيشيما (باليابانية: 手島 純太، بالروماجي: Teshima Junta)
أداء صوتي: دايسكي كيشيو
هاجيمي آوياغي (باليابانية: 青八木 一، بالروماجي: Aoyagi Hajime)
أداء صوتي: يوشيتسوغو ماتسوؤكا
تيروفومي سوغيموتو (باليابانية: 杉元 照文، بالروماجي: Sugimoto Terufumi)
أداء صوتي: كوكي مياتا
كوغا كيميتاكا (باليابانية: 古賀 公貴، بالروماجي: Kimitaka Koga)
أداء صوتي: يويتشي ناكامورا
كابوراغي إيسا (باليابانية: 鏑木 一差، بالروماجي: Issa Kaburagi)
أداء صوتي: هيرو شيمونو
سوغيموتو ساداتوكي (باليابانية: 杉元 定時، بالروماجي: Sadatoki Sugimoto)
أداء صوتي: ميتسوهيرو إيتشيكي
دانتشيكو ريوهو (باليابانية: 段竹 竜包، بالروماجي: Ryūhō Danchiku)
أداء صوتي: واتارو هاتانو
غوريزو (باليابانية: ゴリ蔵، بالروماجي: Gorizō)
أداء صوتي: كانوكا ميتسواكي

### أكاديمية هاكوني
سانغاكو مانامي (باليابانية: 真波 山岳، بالروماجي: Manami Sangaku)
أداء صوتي: تسوباسا يوناغا
جينباتشي تودو (باليابانية: 東堂 尽八، بالروماجي: Tōdō Jinpachi)
أداء صوتي: تتسيا كاكيهارا
جويتشي فوكوتومي (باليابانية: 福富 寿一، بالروماجي: Fukutomi Juichi)
أداء صوتي: تومواكي ماينو
هاياتو شينكاي (باليابانية: 新開 隼人، بالروماجي: Shinkai Hayato)
أداء صوتي: ساتوشي هينو
ياسوتومو أراكيتا (باليابانية: 荒北 靖友، بالروماجي: Arakita Yasutomo)
أداء صوتي: هيرويوكي يوشينو
تويتشيرو إيزوميدا (باليابانية: 泉田 塔一郎، بالروماجي: Izumida Tōichirō)
أداء صوتي: أتسوشي آبي
يوكيناري كورودا (باليابانية: 黒田 雪成، بالروماجي: Kuroda Yukinari)
أداء صوتي: كينجي نوجيما

### مدرسة كيوتو فوشيمي الثانوية
أكيرا ميدوسوجي (باليابانية: 御堂筋 翔، بالروماجي: Midōsuji Akira)
أداء صوتي: كوجي يوسا
كوتارو إيشيغاكي (باليابانية: 石垣 光太郎، بالروماجي: Ishigaki Kōtarō)
أداء صوتي: هيروفومي نوجيما
هوبويوكي ميزوتا (باليابانية: 水田 信行، بالروماجي: Mizuta Nobuyuki)
أداء صوتي: تشيهيرو سوزوكي
تومويا إيهارا (باليابانية: 井原 友矢، بالروماجي: Ihara Tomoya)
أداء صوتي: يوكيتوشي كيكوتشي
نوريوكي ياماغوتشي (باليابانية: 山口 紀之، بالروماجي: Yamaguchi Noriyuki)
أداء صوتي: يوتا أوداغاكي
أكيهيسا تسوجي (باليابانية: 辻 明久، بالروماجي: Tsuji Akihisa)
أداء صوتي: كاتسوهيرو توكويشي

### شخصيات أخرى
إيكيتشي ماتشيميا (باليابانية: 待宮　栄吉، بالروماجي: Machimiya Eikichi)
أداء صوتي: توموكازو سيكي
توجي كانزاكي (باليابانية: 寒咲 通司، بالروماجي: Kanzaki Toji)
أداء صوتي: جونيتشي سوابي
ميكي كانزاكي (باليابانية: 寒咲 幹، بالروماجي: Kanzaki Miki)
أداء صوتي: أياكا سوا
آيا تاتشيبانا (باليابانية: 橘 綾، بالروماجي: Tachibana Aya)
أداء صوتي: ميغومي هان
مستر بيير (باليابانية: Mr.ピエール، بالروماجي: Mr. Pierre)
أداء صوتي: كينيو هوريوتشي
مياهارا (باليابانية: 宮原، بالروماجي: Miyahara)
أداء صوتي: تشينا كيتاهارا
كوتوري هيمينو (باليابانية: 姫野湖鳥، بالروماجي: Himeno Kotori)
أداء صوتي: يوكاري تامورا
أورسون كاكيغوري (باليابانية: かき氷، بالروماجي: Kakigōri Orson )
أداء صوتي: إيتاغاكي شينوتوري
فراسير ياماكاجي (باليابانية:  山火事، بالروماجي: Yamakaji Fraser)
أداء صوتي: ناتسومي يانغيرير

## وصلات خارجية
- الموقع الرسمي باللغة اليابانية
- يواموشي بيدال على موقع IMDb (الإنجليزية)
- يواموشي بيدال على موقع كينوبويسك (الروسية)
- يواموشي بيدال على موقع قاعدة بيانات الفيلم (الإنجليزية)
- يواموشي بيدال على موقع قاعدة بيانات الفيلم (الإنجليزية)
- يواموشي بيدال على موقع ANN manga (الإنجليزية)